# Ducado de Gaeta
O Ducado de Gaeta era um estado medieval, uma das repúblicas marítimas italianas, centrado na cidade costeira no Sul italiano do que hoje é a cidade de Gaeta.  Tudo começou no início do século IX como uma comunidade local e começou a prosperar e crescer um poder como autônomo dos bizantinos, desfasados no Mediterrâneo e na península graças aos Lombardos e às incursões sarracenas.
A principal fonte histórica de Gaeta, durante o seu período ducal, é o Caietanus Codex, uma coleção de cartas que preservam o melhor de sua história com riquezas de detalhes, sobremaneira melhor que as referências feitas aos seus vizinhos, os estados costeiros, Nápoles, Amalfi e Sorrento. No entanto, ao contrário destes portos irmãos, Gaeta nunca foi um centro de importância comercial. Em 778, foi a sede do qual os patrícios da Sicília dirigiram a campanha contra os invasores sarracenos da Campânia.
A seguinte lista corresponde aos patrícios, cônsules e duques que governaram o território correspondente ao ducado de Gaeta. Muitas das datas são incertas e muitas vezes ambíguas quanto ao exercício do poder de certos governantes.

## Cônsulesgregos
- Constantino (839-866)
- Marino I (866-890)
- Docíbilo I (867-906)
- João I (867-933 o 934), também patrício desde 877

## Duques  da dinastia Grega
- Docíbilo II (914 o 915-954), co-Cônsul desde 906
- João II (954-962 o 963), duque desde 933 o 934, cônsul
- Gregório (962 o 963-978)
- Marino II (978-984)
- João III (984-1008 o 1009), duque desde 979
- João IV (1008 o 1009-1012), duque desde 991
- Leão I (1012), chamado  o Usurpador, reconquistou Gaeta a Guaimário em 1042
- João V (1012-1032), também cônsul
  - Emília (avó), regente (1012-1027)
  - Leão II (tio), tutor (1015-1024)

## Duques da dinastia lombarda
Em 1041 Guaimário passou o controle direto e o seu título de duque ao conde de Aversa. em 1058 Gaeta foi anexada ao Condado de Aversa e depois ao principado de Cápua.
- Pandolfo I (1032-1038)
- Pandolfo II (1032-1038), duque
- Guaimário (1038-1045)
  - Ranulfo Drengoto (1041-1041)
  - Ascletino (1045)
- Atenulfo I (1045-1062), também conde de Aquino
- Atenulfo II (1062-1064), também conde de Aquino
  - Maria (rainha), (1062-1065), filha de Pandolfo I, esposa de Atenulfo I e Guilherme I, e mãe de Atenulfo II e Landão.

## Duques e Cônsules da dinastia normanda
Eram vassalos do principado de Cápua. O príncipe Ricardo I de Cápua e seu filho Jordão I usaram o título de duque e cônsul; desde 1058 o primeiro desde 1062 o segundo.
- Guilherme I (1064)
- Landono (1064-1065), também conde de Traieto
- Danibaldo (1066-1067)
- Gofredo (1068-1086)
- Rinaldo (dal 1086)
- Gualgano (fino a 1091)
- Landolfo (1091-1103)
- Guilherme II Blossevila (1103-1104 o 1105)
- Ricardo II (1104 o 1105-1111)
- André (1111-1112)
- Gionata (1112-1121)
- Ricardo III (1121-1140)

Em 1140 Gaeta foi anexada ao Reino da Sicília por Rogério II.